# Mirail – Université (métro de Toulouse)
Pour l’article homonyme, voir Mirail-Université.
Mirail – Université est une station de la ligne A du métro de Toulouse. Elle est située au niveau de la rue de l'Université-du-Mirail, dans le quartier du Mirail, au sud-ouest de la ville de Toulouse.
La station est ouverte en 1993, en tant que station de la première section de la  ligne A.

## Situation sur le réseau

Plan du métro de Toulouse

Établie en souterrain, la station Mirail – Université est établie sur la ligne A du métro de Toulouse. Elle est située entre la station Reynerie, en direction de la station terminus sud-ouest Basso-Cambo, et la station Bagatelle, en direction de station terminus nord-est Balma – Gramont.

## Histoire
La station Mirail – Université est mise en service le 26 juin 1993, lors de l'ouverture à l'exploitation de la première section, longue de 10 kilomètres entre ses terminus Basso-Cambo et Jolimont, de la ligne A du métro de Toulouse. Elle dispose d'une longueur opérationnelle des quais 26 m, pour une desserte par des rames composées de deux voitures. Néanmoins le gros œuvre de la station est déjà prévu pour l'accueil de rames de 52 m de long.
Mirail – Université est ponctuellement en chantier, entre 2017 et 2019, dans le cadre de la mise en service de rames de 52 m de long sur ligne A. La structure de la station étant des l'origine prévue pour cette desserte les travaux se sont limités à du second œuvre, comme la pose des portes palières, à la « mise en conformité du désenfumage », et à la création d'un « dégagement de sécurité ». Les rames, pouvant accueillir 320 passagers débutent leur service le 10 janvier 2020,.
En 2016, elle a enregistré 2 476 112 validations, ce qui la classe à la 9e place des stations de la ligne A. Elle représente alors 4 % du trafic de la ligne.

## Services aux voyageurs

### Accès et accueil
La station est accessible depuis un grand bâtiment, situé au carrefour de la rue de l'Université-du-Mirail et de l'avenue de Tabar, à proximité de l'Université Toulouse-Jean-Jaurès. Elle est équipée de guichets automatiques, permettant l'achat des titres de transports.
Elle est équipée de quais latéraux à douze portes, lui permettant de recevoir des rames "doublets" de 52 m à quatre voitures.

### Desserte
Comme sur le reste du métro toulousain, le premier départ des terminus est à 5 h 15, le dernier départ est à 0 h du dimanche au jeudi et à 3 h le vendredi et samedi.

Installations
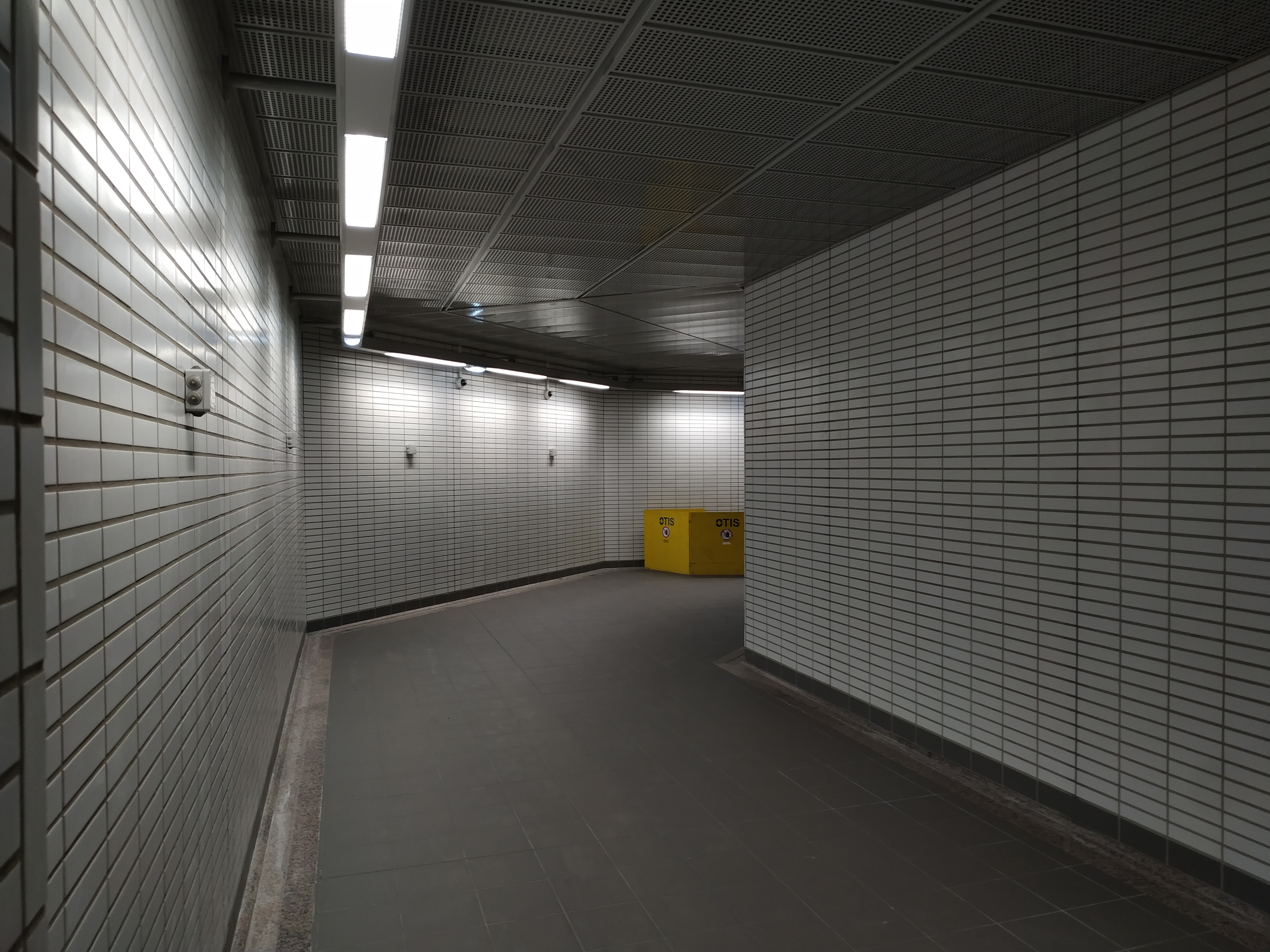
Couloir.
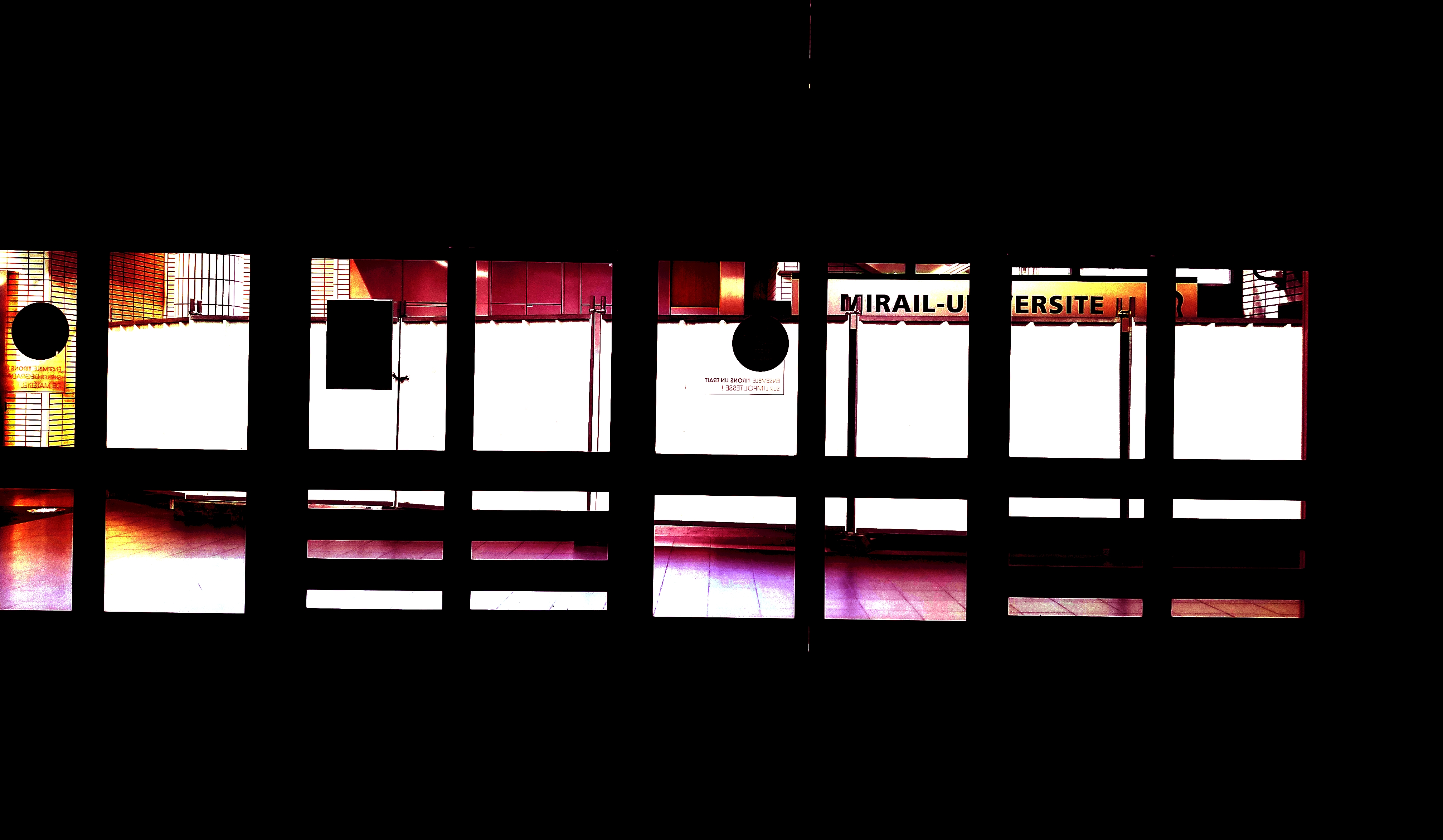
Portes palières.
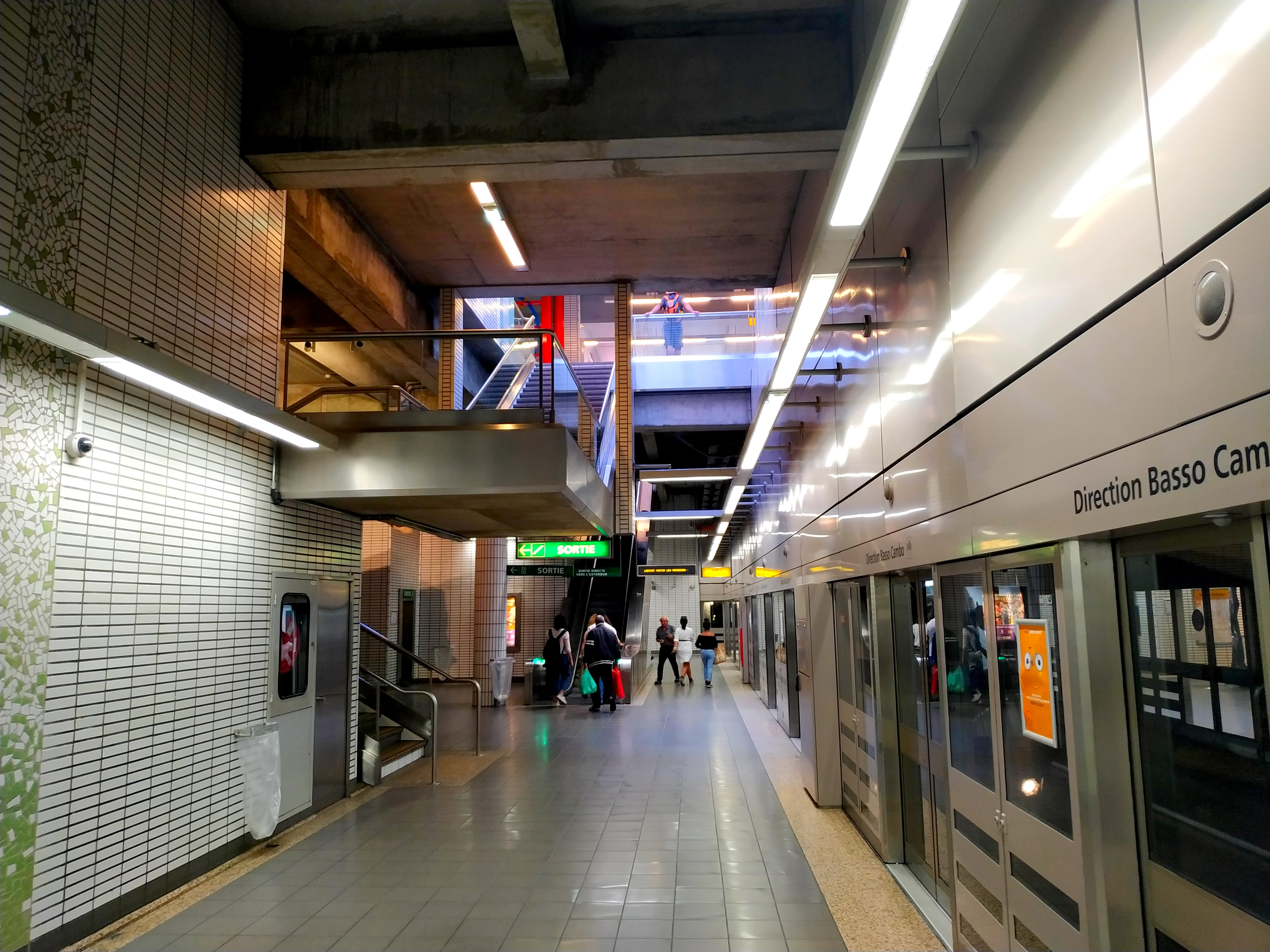
Un quai.

### Intermodalité
La station est desservie par la ligne 14 du réseau Tisséo.

## L'art dans la station
L'œuvre d'art associée à la station se présente sous forme de « dessins en salle des billets et de sculptures sur chaque quai : arbre-fleur pour l'un et fleur-stalagmite pour l'autre ». Cette œuvre est réalisée par Daniel Coulet,.

## À proximité
- Station VélôToulouse no 220 (Tabar – Université)
- Université Toulouse-Jean-Jaurès